# Гленкоу
Гленкоу (на английски: Glencoe) е село в окръг Кук на щата Илинойс, Съединените американски щати.
Разположено е на брега на езерото Мичиган, на 30 km северно от центъра на Чикаго. Възниква около езерен пристан и хан, основани през 1835 г. върху земи на племето потауатоми. Населението му е 8900 души (по приблизителна оценка от юли 2017 г.).
В Гленкоу е родена актрисата Лили Тейлър (р. 1967).